# 東京都立水元高等学校
東京都立水元高等学校（とうきょうとりつ みずもとこうとうがっこう）は、かつて東京都葛飾区水元にあった都立高等学校。

## 概要
栗原卯田子が2004年に校長に昇格してから初めての赴任先として赴任した際には既に教育困難校に指定されており、生徒達による万引きも区内で多発していた。生徒たちはまた、アルバイトを拒否されるほど地域の評判が悪かった。ところが栗原の着任により、着任前には年17.6％だった中退率が2年間で0.86％と激減した。
2006年度末に閉校した。2007年度からは東京都立本所工業高等学校と発展的に統合し東京都立葛飾総合高等学校として本所工業高校の跡地に新しく開校した。なお、水元高校跡地は財務局が有効活用を検討し、閉校後も校舎などの建物がそのまま残っていた。
2011年8月から2012年3月にかけて解体工事が行われ、跡地は都立東部地区学園特別支援学校（仮称）が建設開始され、2015年4月より東京都立水元小合学園として開校した。

## 校庭の利用
閉校後の校庭は旧都立水元高等学校校庭利用運営協議会が管理運営を行っており、団体での利用であれば無料で校庭を利用することができた（要予約）。

## アクセス
- JR常磐線金町駅より徒歩25分
- 京成金町線京成金町駅より徒歩26分
- JR常磐線亀有駅より徒歩29分
- 京成バスふれあいの家バス停より徒歩1分